# Chronologie des faits économiques et sociaux dans les années 1410
Chronologie de l'économie
Années 1400 - Années 1410 - Années 1420

## Événements
- 1413-1415 : quatrième voyage de Zheng He de Sumatra à la côte orientale de l'Afrique[1]. Les commerçants chinois sont présents quelques années en Afrique de l'Est au côté des commerçants indiens et arabes.
- 1416 : la république de Raguse est le premier État d'Europe à interdire le commerce des esclaves[2].